# Lijst van golfbanen in Duitsland
Lijst van golfbanen in Duitsland
Duitsland heeft ruim 700 golfbanen.

## Allgäu(Beieren)
| 18 holes of meer - Allgäuer Golf- und Landclub, Ottobeuren - Hellengerst Golfclub, Weitnau- Hellengerst - Oberstaufen Golf Club, Oberstaufen - Oberstaufen- Steibis Golfclub, Oberstaufen- Steibis - Bad Schachen Golf- Club Lindau, Lindau | - Sonnenalp- Oberallgäu GP Oberallgäu/ GP Gundelsberg Golfresort, Ofterschwang, 27 holes - Wiggensbach Golfclub Waldegg, Wiggensbach Minder dan 18 holes - An der Hammerschmiede/ Ostallgäu, Pforzen-Kaufbeuren - Oberstdorf Golf Club, Oberstdorf - Stenz Golfplatz, Bernbeuren |

## Altmuhtal(Beieren)
| 18 holes of meer - Holledau Golf- und Landclub, Rudelzhausen - Ingolstadt Golfclub, Ingolstadt - Lichtenau- Weickershof Golf- und Landclub, Lichtenau - Wittelsbacher Golfclub Rohrenfeld - Neuburg, Neuburg an der Donau | - Gut Wsterhart Golfclub Memmingen, Buxheim - Zollmühle Golfclub, Ellingen Minder dan 18 holes - Nürnberg Golf Range, Nemsdorf |

## Baden-Württemberg
| 18 holes of meer - Baden Golf & Country Club, Östringen-Tiefenbach - Bruchsal Golfclub. Bruchsal - Fürstlicher Golfclub Waldsee, Bad Waldsee - Golfclub Neckartal e.V., Kornwestheim - Heddesheim Gut Neuzenhof Golfclub, Heddesheim - Heidelberg- Lobenfeld Golf Club, Lobbach- Lobenfeld - Heilbronn- Hohenlohe Golf Club, Friedrichsruhe- Zweiflingen - Kaiserhöhe Golfclub, Ravenstein-Merchingen - Kirchheim- Wendlingen Golfclub, Kirchheim unter Teck - Liebenstein Golf- und Landclub, Neckarwestheim - Markgräflerland Kandern Golf Club, Kandern - Nippenburg Golfanlage, Schwieberdingen - Obere Alp Golf Club, Stühlingen - Öschberghof Land- und Golf Club, Donaueschingen, 27 holes - Pforzheim Karlshäuser Hof Golfclub, Ölbronn- Dürm - Pfullinger Hof Golfclub Golfoase, Schwaigern- Stetten, 27 holes - Rappenau Golf Club, Bad Rappenau | - Rheinblick Golfclub, Lottstetten- Nack - Rheintal Golf Club, Oftersheim - Schloss Langenstein Golf Club, Orsingen- Nenzingen - Schwäbisch Hall Golfclub, Schwäbisch Hall- Dörrenzimmern - Schönbuch Golfclub, Holzgerlingen - Sinsheim Buchenauer Hof Golfclub, Sinsheim- Weiler - St. Leon- Rot KG Golfclub- Course St. Leon - Stuttgarter Golf Club Solitude, Mönsheim - Waldsee Golfclub Oberschwaben, Bad Waldsee - Wiesloch- Hohenhardter Hof Golf- und Landclub, Wiesloch- Baiertal Minder dan 18 holes - Altrhein Golfclub, Rastatt- Pittersdorf - Fürstlicher Golfclub Waldsee, Kurzplatz, Bad Waldsee - Grafenhof Golf- und Country Club, Bühlerzell - Mergentheim Golf Club, Igersheim - Monrepos Golfclub, Ludwigsburg - Neumagenheim Golfclub, Cleebronn |

## Beieren
| 18 holes of meer - Abenberg Golfclub, Abenberg - Altötting- Burghausen Golfclub, Piesing Haiming - Aschaffenburger Golf Club, Hösbach - Augsburg Golf Club, Bobingen- Burgwalden - Bad Abbach Deutenhof Golfclub, Bad Abbach - Bad Griesbach Golf Resort, Griesbach - Bad Kissingen Golf Club, Bad Kissingen - Berchtesgadener Land Golfclub, Ainring - Bergkramerhof Golf- und Landclub, Wolfratshausen - Beuerberg Golfclub, Beuerberg - Chieming Golfclub im Chiemgau, Chieming- Hart - Ebersberg Golf- Club, Steinhöring - Eggenfelder Rottaler Golf- & Country Club, Herbertsfelden - Schloss Elkofen Golf Club, Grafing- Oberelkofen - Erding Grünbach Golf Club, Grünbach- Erding - Eschenried Golfclub - Platz Eschenhof, Eschenried - Eschenried Golfclub - Platz Eschenried, Eschenried - St. Eurach Land- und Golf Club, Iffeldorf - Feldafing Golf Club, Feldafing - Fürth 1. Golfclub, Fürth - Bad Füssing- Kirchham Thermengolfclub, Füssing - Gerolsbach Golfclub, Gerolsbach - Gut Sansenhof Golfclub, Amorbach- Sansenhof - Schloss Guttenburg Golf Club, Kraiburg - Gäuboden Golf Club, Altenhofen - Hassberge Golfclub, Ebelsbach- Steinbach - Herzogenaurach Golf Club, Herzogenaurach - Hohenpähl Golf Club, Pähl - Höslwang im Chiemgau Golf Club, Höslwang - Iffeldorf Golfanlage, Iffeldorf - Kitzingen Golf Club, Kitzingen - Schloss Klingenburg Golf- Club, Jettingen- Scheppach - Landshut Golf Club, Furth bei Landshut - Gut Lederstatt Golfclub Donauwörth, Donauwörth - Zu Gut Ludwigsberg Golfclub, Türkheim - Main- Spessart Golfclub, Marktheidenfeld - Mainsondheim Golf Club, Mainsondheim- Dettelbach - Maria Bildhausen Golfclub, Münnerstadt - Schloss Maxlrain Golf Club, Maxlrain - Münchener Golf Club - Odelzhausen Golfclub München- West, Odelzhausen - Passau- Rassbach Donau Golf Club, Thyrnau- Passau - Pfaffing- München Ost Golfclub, Pfaffing - Pleiskirchen Golfclub, Pleiskirchen - Schloss Reichertshausen Golfclub, Reichertshausen | - Schloss Reichmannsdorf Golfclub, Schlüsselfeld- Reichmannsdorf - Reichsstadt Bad Windsheim Golf Club, Bad Windsheim - Am Reichswald Golf Club, Neurenberg - Gut Rieden Golf- und Landclub/ Gut Rieden Sport & Freizeit GmbH, Starnberg - Bad Griesbach Golf Resort, Golfodrom Holzhäuser, Griesbach - Riedhof Golfclub München, Egling- Riedhof - Rottbach Golf Club, Rottbach - Sagmühle Golfclub, Griesbach - Schlossberg Golfclub, Reisbach - Schweinfurt Golf Club, Löffelsterz - Starnberg Golf Club, Starnberg- Hadorf - Steigerwald in Geiselwind Golfclub, Geiselwind - Tegernbach Golfclub, Tegernbach - Gut Thailing Golfclub, Steinhöring - Tutzing Golf Club, Tutzing - Valley Golf, Valley - Bad Wiessee Tegernseer Golf Club, Bad Wiessee - Würzburg Golf Club, Würzburg - Wörthsee Golfclub, Wörthsee Minder dan 18 holes - Altötting- Burghausen Golfclub, Falkenhof, Haiming - Ansbach Golf Club, Colmberg - Augsburg Golfclub GolfRange, Augsburg - Bad Griesbach Golf Resort, Golfodrom Holzhäuser, Griesbach - Berchtesgaden Golf Club, Berchtesgaden - Der Golf Club am Obinger See/ Ratcliffe GmbH, Obing- Kleinornach - Dinkelsbühl Golfclub Romantische Strasse, Dinkelsbühl - Ebersberg Golf- Club, Steinhöring - Erlangen Golf Club, Kleinsendelbach - Eschenried Golfclub - Platz Gröbenbach, Eschenried - Schloss Igling Golfclub, Igling - Landsberg - Isarwinkel Golfclub, Bad Tölz - Gut Ising Golf Club, Chieming - Königsbrunn (Süd) Öffentlicher Golfplatz, Königsbrunn - Landau/ Isar Golfclub, Landau - Isar - Lechfeld Golfclub, Königsbrunn - Leitershofen Golf Club, Stadtberger / Augsburg - Marc Aurel Spa & Golf Resort, Bad Gögging - Prien Golf- Club Chiemsee, Prien- Bauernberg - Puschendorf in Franken Golfclub, Puschendorf - Vilsbiburg Golfclub, Vilsbiburg - Waginger See Golfclub Anthal, Fridolfing - Am Weiherhof Golf Club, Gessertshausen |

## Beierse Alpen(Beieren)
| 18 holes of meer - Bregenzer Wald Golf Park, Riefensberg - Garmisch-Partenkirchen Golf Club, Oberau - Kössen Golfclub Reit im Winkl, Kössen - Lechbruck am See Golfclub auf der Gsteig, Lechbruck am See - Am Tegernsee Golf Club Margarethenhof, Marienstein - Waakirchen | Minder dan 18 holes - Bad Tölz Golf Club, Wackersberg - Hochriesblick Golfanlage Patting, Riedering - Karwendel Golf- und Landclub, Wallgau - Ruhpolding Golf Club, Ruhpolding - Zell - Werdenfels Land- und Golfclub, Garmisch-Partenkirchen |

## Beierse Woud(Beieren)
| 18 holes of meer - Deggendorfer Golfclub, Schaufling - Oberpfälzer Wald Golf- und Land Club, Kemnath bei Fuhm - Regensburg Golf- und Land Club, Jagdschloss Thiergarten, Regensburg | - Regensburg Sinzing am Minoritenhof Golfclub, Sinzing - Straubing Stadt und Land Golfclub, Kirchroth - Kössnach - Bad Wörishofen Golf Club, Rieden |

## BerlijnenBrandenburg
| 18 holes of meer - Berlin Wannsee Golf- und Land- Club, Berlijn - Gatouw Berliner Golf Club, Berlijn - Gross Kienitz Golfclub & Goldcenter, Gross Kienitz - Am Ihlandsee Golfclub, Atlansberg - Kallin Golfanlage, Börnicke (Nauen) - Am Motzener See Berlin Golf & Country Club, Mittenwalde - Märkischer Golfclub Potsdam, Kemnitz - Potsdamer Golfclub, Tremmen (Nauen) - Prenden AG Golfplatz, Prenden | - Seddiner See Golf- & Country- Club- Noord- en Zuidbaan, Wildenbruch, 36 holes - Semlin am See Golf und Landclub, Semlin - Sporting Club Berlin Scharmützelsee, Bad Saarow - Stolper Heide Golfclub, West- en Oostbaan, Stolpe, 36 holes - Strausberg Golfclub, Schloss Wilkendorf, Atlansberg Minder dan 18 holes - GolfRange GmbH & Co. KG - GolfRange Berlin, Grossbeeren - Lausitzer Golf Club, Drieschnitz - Kahsel - Mahlow Golf Club, Mahlow |

## Bohemer Woud(Beieren)
| 18 holes of meer - Bayerwald Golf- und Landclub, 18-holes Poppenreut en 9-holes Dorn baan, Waldkirchen | - Furth im Wald Golf Club, Furth im Wald - Oberzwieselau Golfpark, Lindberg - Schwanhof Golfclub, Luhe - Wildenau - Die Wutzschleife Golfclub, Rötz |

## Bremen(Nedersaksen)
| 18 holes of meer - Achimer Golfclub, Achim - Bremer Golfclub an der Lesum, Bremen - Burg - Bremer Schweiz Golf Club, Bremen - Golf Club Gut Apelör, Bremen- Oberneuland, 27 holes - In Hude Golf, Hude - Oberneuland Golf Club, Bremen - Oberneuland | - Club zur Vahr Bremen, Garlstedter Heide baan (18-holes) en Vahr baan (9-holes), Garlstedt - Syke Golfclub, Syke - Okel - Verden Golf Club, Verden - Walle - Worpswede Golfclub, Vollersode Minder dan 18 holes - Lilienthal Golfclub, Lilienthal |

## Dithmarschen(Sleeswijk-Holstein)
18 holes of meer 

- Golfanlage Gut Apeldoer, Hennstedt, 27 holes

## Düsseldorfe.o (Noordrijn-Westfalen)
| 18 holes of meer - Birkhof Golfpark, Korschenbroich - Duvenhof Golfclub, Willich - Düsseldorfer Golf Club, Ratingen - Elfrather Mühle Golf Club, Krefeld - Traar - Grafenberg Golfclub Düsseldorf, Düsseldorf - Grafenberg - Grevenmühle Golfclub, Ratingen - Homberg - Haan Düsseltal 1994 Golfclub, Haan - Hilden Golf Range, Hilden - Hubbelrath Golf Club, West- en Oostbaan, Düsseldorf, 36 holes, Open 1973 | - Hummelbachaue Golfclub, Neuss - Hösel Golfclub, Noord en Zuidbaan, Heiligenhaus, 36 holes - Kosaido Internationaler Golf Club Düsseldorf, Düsseldorf - Krefelder Golf Club, Krefeld - Linn - Meerbusch Golfclub, Meerbusch - Mettmann Golf Club, Mettmann - Myllendonk Golfclub, Mönchengladbach - Korschenbroich Minder dan 18 holes - Düssldorf GSV Golf- Sport- Verein, Düsseldorf - Hafen - Hummelbachaue Golfclub, Neuss - Stadtwald Golf Club, Krefeld - Bockum |

## Eifel
| 18 holes of meer - Bad Neuenahr- Ahrweiler Golf- und Landclub, Neuenahr - Ahrweiler - Bitburger Land Golfresort, Bitburg - Burg Zievel Golfclub, Mechernich - Düren Golf Club, Düren - Gürzenich - Eifel Hillesheim Golf Club, Hillesheim - Erftaue Golfclub, Grevenbroich - Golf Lietzenhof Golfclub (vh Kyllburger Waldeifel), Burbach - Int. Golfclub Mergelhof Sektion Deutschland, Gemmenich, België - Johann Golfclub Rheinhessen Hofgut Wissberg, St. Johann | - Miel Golf Club, Miel - Swistal - Mülheim an der Ruhr Golfclub, Mülheim - Münstereifel- Stockert Golfclub, Bad Münstereifel - Mönchengladbach- Wanlo Golfclub, Mönchengladbach - Wanlo - Schmitzhof Golf- und Landclub, Wegberg - Wildenrath Golfclub, Wegberg Minder dan 18 holes - Bitburg Baustert Golfclub, Baustert - Rothenbach Resort und Golfclub, Wassenberg |

## Fichtelgebergte(Beieren)
| 18 holes of meer - Erftal Golf & Country Club, Eichenbühl - Schloss Fahrenbach Golf- und Landclub, Tröstau | - Miltenberg Golfclub, Eichenbühl - Weissenberg Golfclub Bodensee, Weissenberg |

## Frankenwald(Beieren)
| 18 holes of meer - Hof Golfclub, Gattendorf - Haidt | Minder dan 18 holes - Kronach Golfclub, Küps - Oberlangenstadt |

## Frankfurt am Maine.o.
| 18 holes of meer - Frankfurter Golf Club, Frankfurt - Golf Range Frankfurt, Frankfurt am Main - Neuhof Golf Club, Dreieich - Vilbeler Golfclub Lindenhof, Bad Vilbel- Dortelweil | Minder dan 18 holes - Paragon Golf Club Frankfurt, Frankfurt |

## Fränkische Alb (Beieren)
| 18 holes of meer - Am Habsberg Golf Club, Vellburg - Unterwiesenacker - Königstein Golf- und Landclub, Königstein - Lauterhofen Golf Club, Lauterhofen - Schmidmühlen Golf- und Landclub, Schmidmühlen | Minder dan 18 holes - Gut Maierhof Golfclub Eggelstetten, Oberndorf - Eggelstetten |

## Fränkische Schweiz(Beieren)
| 18 holes of meer - Bayreuth Golf Club, Bayreuth - Fränkische Schweiz Golf Club, Ebermannstadt - Herrnhof Golfclub, Neumarkt - Jura Golf Hilzhofen, Pilsach - Golfclub Bamberg, Gut Leimershof, Breitengüssbach | - Nürnberger Land Golfclub Gerhelm, Velden - Oberfranken Golf Club, Thurnau - Pottenstein - Weidenloh Golf Club, Pottenstein - Stiftland Golfclub, Bad Neualbenreuth - Golf Club Coburg, Schloss Tambach, Weitramsdorf - Tambach Minder dan 18 holes - Hauptsmoorwald Bamberg Golfclub, Bamberg |

## Hamburge.o.
| 18 holes of meer - Buxtehudse Golf Club, Buxtehude - St. Dionys Golf Club, St. Dionys - Hamburg Ahrensburg Golf Club, Ahrensburg - Hamburg Walddörfer Golfclub, Ammersbek - Hamburger Golf- Club Falkenstein, Hamburg - Hittfeld Hbg Land- und Golf Club, Seevetal - Am Hockenberg Golf & Country Club, Seevetal - Jersbek Golf Club, Jersbek - Mittelholsteinischer Golf Club Aukrug, Aukrug - Bargfeld - Peiner Hof Golfpark, Prisdorf - An der Pinnau Golf Club, Quickborn - Treudelberg Golf Club, Hamburg - Lemsahl | - Weidenhof Golfpark, Pinneberg - Auf der Wendlohe Golf Club,l Hamburg - Gut Wulfsmühle Golfanlage, Tangstedt Minder dan 18 holes - Grossflottbeker Tennis- , Hockey- und Golf- Club, Hamburg, 6 holes - Gut Glinde Golfclub, Glinde - Hamburg Golf Team, Hamburg - Volkspark, 6 holes - Hamburg-Oststeinbek GolfRange, Oststeinbek - Gut Immenbeck Golf Club, Buxtehude - Red Golf Moorfleet- Golfpark Moorfleet, Hamburg ? Quickborn Red Golf, Quickborn |

## Harz(Nedersaksen)
| 18 holes of meer - Braunschweig Golf Club, Braunschweig - Burgdorfer Golfclub, Burgdorf - Ehlershausen - Burgwedel Golf Club, Burgwedel - Engensen - Gifhorn Golf Club, Gifhorn - Gleidingen Golf, Laatzen - Gleidingen - Hannover Golf- Club, Garbsen - Hardenberg Golf Club - Göttingen & Niedersachsen Course, Northeim, 36 holes - Isernhagen Golfclub, Isernhagen - Peine-Edemissen Golf Club, Edemissen - Loccum Golfclub, Loccum - Rehburg - Rethmar Golf Links, Sehnde - Rethmar | - Rheden Golfclub Sieben-Berge, Rheden - Gronau - Rittergut Hedwigsburg Golfclub, Kissenbrück - Rittergut Rothenbergerhaus Golfclub, Duderstadt, (Nedersaksen) - Bad Salzdetfurth- Hildesheim Golf Club, Bad Salzdetfurth - Wesseln - Steinhuder Meer Golf Park, Neustadt am Rübenberge, 27 holes - Gut Wissmannshof Golf Club, Stauffenburg Minder dan 18 holes - Harz Golf Club, Bad Harzburg, (Nedersaksen) - Leinetal Einbeck Golf und Country Club, Einbeck - Immensen - Salzgitter Golf Club, Salzgitter, 11 holes |

## Hessen
| 18 holes of meer - Attighof Golf & Country Club, Waldsolms - Griedelbach - Eschenrod Golf Club, Schotten - Eschenrod - Fulda Golf Club Rhön, Hofbieber - Hanau-Wilhelmsbad Golf Club, Hanau - Wilhelmsbad - Hofgut Praforst Golf Club, Hünfeld - Kassel-Wilhelmshöhe Golf Club, Kassel - Wilhelmshöhe - Kurhessischer Golfclub Oberaula, Bad Hersfeld - Oberaula - Lauterbach Golfclub, Lauterback - Sickendorf - Licher Golf- Club, Fürstliches Hofgut Kolnhausen, Lich - Golf Club Friedberg, Löwenhof Golfpark, Friedberg, 27 holes - Oberhessischer Golf Club Marburg, Cölbe - Bernsdorf - Orb Jossgrund Golf Club, Landhaus Horstberg, Jossgrund - Seligenstadt am Kortenback Golfclub, Seligenstadt | - Spessart Golf Club, Bad Soden - Trages Golfanlage, Freigericht - Waldeck am Edersee Golfclub, Waldeck - Zierenberg Gut Escheberg Golf Club, Zierenberg Minder dan 18 holes - Altenstadt Golfplatz, Altenstadt - Bad Arolsen Golf- und Landclub, Bad Arolsen - Bad Wildungen Golf Club, Bad Wildungen - Darmstadt Traisa Golf Club, Mühltal - Gut Willershausen Golf Club, Herleshausen - Hühnerhof Golfpark, Gründau - Hüttenhai Golf Club, Hünfeld - Nauheim Golf Club, Bad Nauheim |

## Keulene.o. (Noordrijn-Westfalen)
| 18 holes of meer - Auel Golf Club, Lohmar - Clostermanns Hof Golf Club, Niederkassel - Uckendorf - Haus Kambach Golfclub, Eschweiler - Kinzweiler - Golf Club Burg Konradsheim, Erftstadt - Konradsheim - Golf und Land Club Köln (1906), Bergisch Gladbach - Leverkusen Golf Club, Keulen - Lüderich Golfclub, Overath - Steinenbrück | - Golf Club Gut Lärchenhof, Pulheim - Rheinischer Golfclub Köln, Keulen - Velderhof Golf & Country Club, Pulheim, 27 holes - Öffentliche Kölner Golfsportanlage, Keulen Minder dan 18 holes - Clarenhof Konzept Golf, Frechen, 6 holes - Köln-Marienburger Golf Club, Keulen - Marienburg - SSZ Köln- Wahn Golfanlage, Keulen |

## Lüneburger Heide(Nedersaksen)
| 18 holes of meer - Adendorf Golfclub, Adendorf - Bad Bevensen Golfclub, Bad Bevensen - Green Eagle Golfanlage, Winsen - Luhe - Golf-Club An der Göhrde, Zernien - Braasche - Herzogstadt Celle Golfclub, Celle - Garssen - Königshof Sittensen Golf Club, Sittensen - Schloss Lüdersburg Golf- en Landclub, Lüdersburg, 36 holes | - Soltau Golf Club, Soltau - Tetendorf - Tietlingen Golf Club, Bad Fallingbostel - Wolfsburg/ Boldecker Land Golfclub, Bokensdorf - Wümme Golf Club, Scheessel - Westerholz Minder dan 18 holes - Munster Golf Club, Münster - St. Lorenz Golf- und Land- Club Schöningen, Schöningen |

## Mecklenburg-Voor-Pommeren
| 18 holes of meer - Balmer See- Insel Usedom Golfclub, Neppermin - Balm - Fleesensee Golf & Country Club, Scandinavian Course & Schloss Course, Göhren - Golfclub Hohen Wieschendorf, Hohen Wieschendorf - Mecklenburgische Schweiz- Teterow Golf Club, Teschow - Rügen Schloss Karnitze Golfclub, Karnitz, 27 holes | - Serrahn Golf- und Tennisclub, Serrahn - Winston Golf, Gneven - Vorbeck, 36 holes Minder dan 18 holes - Zum Fischland Golfclub, Ribnitz - Damgarten - Mecklenburg- Strelitz Golfclub, Gross Nemerow - Tessin Golfclub, Tessin - Wittenbeck Ostsee Golf Club, Wittenbeck |

## Moezeldal(Rijnland-Palts)
| 18 holes of meer - Cochem Golf, Cochem - Trier Golf Club, Ensch - Birkenheck | Minder dan 18 holes - Edelstein Hunsrück Golf Club, Kirschweiler - Hahn Golf Club, Hahn - vliegveld |

## Münchene.o. (Beieren)
| 18 holes of meer - Aschheim Golfpark, Aschheim - Schloss Egmating Golfplatz, Egmating - Eichenried, 1989, Golfpark Gut Häusern, Markt Indersdorf - Harthausen Golf Club/ Golfclub Grasbrunn, Harthausen - Mangfalltal Golfclub, Feldkirchen-Westerham - Nord-Eichenried Golfclub München, Eichenried, 27 holes - Olching Golf Club, Olching - Munich Golf Valley, geopend begin 2009 | Minder dan 18 holes - Brunntal Golfclub Golf Range, Kirchstockoach - Dachau Golfclub, Dachau - Gut Eicherloh Golfclub, Eicherloh - Münchener Golf Club, München - Thalkirchen - Münchener Golfparks Eberle, Golfpark Johanneskirchen, München, 6 holes - Münchener Golfparks Eberle, Golfpark Gauting, Gauting - München- Riem Golfzentrum, München |

## Münsterland(Noordrijn-Westfalen)
| 18 holes of meer - Ahaus Golf- und Landclub, Ahaus - Alstätte, 27 holes - Borghees Golfclub, Emmerik - Brückhausen Golfclub, Everswinkel - Alverskirchen - Coesfeld Golf- und Landclub, Coesfeld - Haag Golfanlage, Geldern - Issum-Niederrhein Golf Club, Issum - Mesum Gut Winterbrock/ Golfsportclub Rheine, Rheine, 27 h. - Münster- Tinnen Golfclub, Münster - Münster- Wilkinghege Golfclub, Münster | - Nordkirchen Golf- und Landclub, Nordkirchen - Osnabrück- Dütetal Golfclub, Lotte-Wersen - Velper Golf Club, Westerkappeln-Velpe - Schloss Vornholz Golf Club, Ennigerloh-Ostenfelde Minder dan 18 holes - Aldruper Heide Golf Club, Greven, 14 holes - Burgsteinfurt Golf Club Münsterland, Steinfurt - Gut Hahues zu Telgte Golfclub, Telgte - Patricks Pitch und Putt, Münster - Tecklenburger Land Golfclub, Tecklenburg |

## Nedersaksen
| 18 holes of meer - Langenhagen Golfclub, Langenhagen - Varus Golfclub, Ostercappeln - Venne - Vechta- Welpe Golfclub, Vechta | - Wagenfeld Top Golf, Wagenfeld Minder dan 18 holes - Wildeshauser Geest Golf Club, Wildeshausen |

## Noord-Friesland(Sleeswijk-Holstein)
| 18 holes of meer - Buchholz Nordheide Golf Club, Buchholz - Fehmarn Golf Club, Wulfen auf Fehrmarn - Föhr Golf Club, Nieblum - Greveling - Förde Golf Club, Glücksburg - Husumer Bucht Golf Club, Schwesing - Golf Club Sylt, Sylt - Ost, 27 holes | - Sylt Golf Club, Wenningstedt Minder dan 18 holes - Öffentlicher Golfplatz Deichgrafenhof, Tating - An der Schlei Golf Club, Güby - Stenerberg Golf Club, Rabenkirchen - Faulück - St. Peter-Ording Nordsee- Golfclub, Sankt Peter-Ording |

## Noordrijn-Westfalen
| 18 holes of meer - Aachener Golf Club 1927, Aken - Seffent - Alten Fliess Golf Club, Bergheim - Fliesteden, 27 holes - Bey Golf Club, Nettetal - Bochumer Golf Club, Bochum - Stiepel - Castrop- Rauxel in Frohlinde Golf Club, Castrop-Rauxel, 36 holes - Dreibäumen Golfclub, Hückeswagen - Hünxerwald Golf Club, Hünxe - Kürten Golf Club, Kürten - Land-Golf-Club Moyland, Bedburg-Hau - Mühlenhof Golf & Country Club, Kalkar - Nierdermörmter - Niep Golfclub, Neukirchen - Vluyn, 27 holes - Overbach Golf Club, Much | - Römerhof Golfanlage, Bornheim, 27 holes - Schloss Westerholt Golfclub, Herten - Westerholt - Schloss Moyland Golfresort, Bedburg-Hau - Vestischer Golf Club Recklinghausen, Recklinghausen - Wasserburg Anholt Golf Club, Isselburg - Anholt - Wasserschloss Westerwinkel Golfclub, Ascheberg - Herbern - Weselerwald Golfclub, Schermbeck Minder dan 18 holes - Bruckmannshof Golfclub, Hünxe - Bruckhausen - Katzberg Golfclub, Langenfeld - Märkischer Golf Club, Hagen - Berchum - Reichshof Golf Club, Reichshof - Werl Golf Club, Werl - Werne- Schmintrup Golfclub, Werne - Winterberg Golf Club, Winterberg |

## Odenwald
| 18 holes of meer - Bensheim Golf Club, Bensheim - Biblis Wattenheim Golfclub, Biblis - Wattenheim, 27 holes - Glashofen-Neusass en Walldürn-Neusass, 27 holes - Gräbenbruch Golfclub Gernsheim, Gernsheim - Kiawah Golf Club, Landgut Hof Hayna, Riedstadt - Leeheim - Mannheim Viernheim Golfclub, Viernheim | - Mudau Golfclub, Mudau - Odenwald Golf Club, Brombachtal - Zimmerner Golf Club 1995, Zimmern Minder dan 18 holes - Bachgrund Golfclub, Worfelden - Buchenhof Hetzvach Golf- und Landclub, Beerfelden - Hetzbach / Odenwald - Geierstal Golfclub, Vielbrunn - Odenwald |

## Oost-Friesland(Nedersaksen)
| 18 holes of meer - Gut Deinster Mühle Golf Park, Deinste - Gut Düneburg Golfclub, Haren - Ems - Emstal Golfclub, Lingen - Altenlingen - Euregio Bad Bentheim Golfclub, Bad Bentheim- Sieringhoek - Gutshof Papenburg Aschendorf Golf Club, Papenburg - Gut Hainmühlen Bederkesa Golfclub, Ringstedt - Hohe Klint Cuxhaven Küsten Golf Club, Cuxhaven | - Oldenburgischer Golfclub, Rastede - Wemkendorf - Ostfriesland Golfclub, Wiesmoor - Hinrichsfehn - Thülsfelder Talsperre Golfclub, Molbergen - Wilhelmshaven- Friesland Golfclub, Schortens - Accum - Bad Zwischenahn Golfclub Am Meer, Bad Zwischenahn Minder dan 18 holes - Golf Club Norderney, Norderney - Hatten Golfclub, Hatten - Tweelbäke - Ost |

## Rijnland-Palts
| 18 holes of meer - Bad Ems Mittelrheinischer Golf Club, Bad Ems - Barbarossa Golf Club, Mackenbach - Deutsche Weinstraße Golfclub, Dackenheim, 27 holes - Domtal Mommenheim Golf Club, Mommenheim - Donnersberg Golf Club, Börrstadt - Dreihof Südliche Weinstraße Golfclub, Essingen - Dreihof - Erster Golfclub Westpfalz Schwarzbachtal, Rieschweiler - Mühlbach | - Kurpfalz Golf Club, Limburgerhof, 27 holes - Rhein- Wied Golfclub, Neuwied - Stromberg- Schindeldorf Golf Club, Stromberg Minder dan 18 holes - Baumholder Rolling Hills Golf Club, Baumholder - Pfälzerwald Golf Club, Waldfischbach - Burgalben - Worms Golfanlage Hamm Golf Club, Hamm |

## Ruhrgebied(Noordrijn-Westfalen)
| 18 holes of meer - Berge Gevelsberg/ Wetter Golfclub, Gevelsberg - Bergisch Land Wuppertal Golf Club, Wuppertal - Dortmund Golf Club Royal Saint Barbara's, Dortmund - Dortmunder Golf Club, Dortmund - Drechen Golfclub Hamm, Hamm - Drechen - Essen- Heidhausen Golf Club, Essen, 27 holes - Essener Golf- Club Haus Oefte Essen- Kettwig, Essen - Felderbach Sprockhövel Golfclub, Sprockhövel - Gelsenkirchener Golfclub Haus Leythe, Gelsenkirchen - Buer - Gelstern Lüdenscheid- Schalksmühle GC, Schalksmühle - Kloster Kamp Golfclub, Kamp-Lintfort - Kuhlendahl Golfclub Velbert, Velbert - Lippstadt Golf Club, Lippstadt - Möhnesee Golfclub, Möhnesee - Völlinghausen - Neuenhof Golf Club, Fröndenberg - Schwarze Heide Bottrop- Kirchhellen Golf Club, Bottrop - Stahlberg im Lippetal Golfclub, Lippetal - Lippborg - Unna- Fröndenberg Golf Club, Fröndenberg - Varmert Golf Club, Kierspe - Varmert - Wuppertal Golf Club Juliana, Sprockhövel | Minder dan 18 holes - Brilon Golfclub, Brilon - Dortmund Goldclub GolfRange, Dortmund - Essener Turn Golfriege ETUF, Essen - Hügel - Gimborner Land Golfanlage, Gummersbach - Berghausen - Herdecke Golfanlage, Herdecke, 6 holes - Hohne Golfclub British Army Golf Club, Lohheide - Huckingen Golf & More, Duisburg - Mentzelsfelde Golf Club, Lippstadt - Mollenkotten Wuppertal Öffentliche Golfanlage, Wuppertal, 6 holes - Niederrheinischer Golf Club Duisburg, Duisburg - Oberhausen Golfcenter, Oberhausen - Raffelberg Golfclub, Mülheim an der Ruhr - Golfclub Sauerland, Golfplatz Herdringen, Arnsberg - Schloss Horst Golfclub, Gelsenkirchen - SorpeSee GolfSportclub, Sundern - Amecke - TuS Westheim Golfclub Kastanienweg, Marsberg Westheim - Unna- Fröndenberg Golf Club, Fröndenberg |

## Rügen
| 18 holes of meer - Golfclub Rügen Schloss Karnitz, Karnitz |

## Saarland
| 18 holes of meer - Heidehof, Nohfelden- Eisen - Homburg Websweiler Hof Golf Club, Homburg - Katharinenhof Golf Club, Gersheim - Rubenheim - Saarbrücken Golf Club, Wallerfangen | - Wendel Golfclub/ Wendelinus Golfpark, Sankt Wendel Minder dan 18 holes - Weiherhof Golfpark, Wadern-Nunkirchen - Saarbrücken Golf Center, Saarbrücken - Güdingen, alleen drivingrange |

## Saksen-Anhalt,SaksenenThüringen
| 18 holes of meer - Chemnitz- Wasserschloss Klaffenbach Golfclub, Chemnitz - Drei Gleichen Mühlberg Thüringer Golf Club, Mühlberg - Dresden Elbflorenz Golfclub, Possendorf - Dresden Ullersdorf Golf Club, Ullersdorf - Leipzig 1. Golfclub, Roitzsch - Leipzig Schlosspark Machern Golfclub, Machern - Leipzig- Seehausen Golf Park, Lepizig - Seehausen - Schloss Meisdorf Golf Club, Meisdorf | Minder dan 18 holes - Chemnitz/ Gahlenz Golf Club, Gahlenz - Dresdner Golfclub, Herzogwalde - Eidenach im Wartburgkreis Golfclub, Wenigenlupnitz - Erfurt Golf Club, Erfurt - Schaderode - Magdeburg Golfclub, Maagdenburg - Markkleeberg Golfclub, Markkleeberg - Schloss Rammanau Golfclub, Rammenau - Weimar/ Jena 1994 Golfclub, Jena - Münchenroda, 6 holes - Zschopau Golfclub, Zschopau, 6 holes - Zwickau Golfclub, Zwickau |

## Sauerland(Noordrijn-Westfalen)
| 18 holes of meer - Südsauserland Golfclub Repetal, Attendorn - Golfclub Sauerland, Arnsberg-Herdringen |

## Sleeswijk-Holstein
| 18 holes of meer - Hof Berg Golf Club, Stadum, Jutland - Gut Bissenmoor Golf & Country Club, Bad Bramstedt - Schloss Breitenburg Golf Club, Breitenburg - Brodauer Mühle Golf Club, Gut Beusloe - Brunstorf Golf & Country Club, Brunstorf, 27 holes - Curau Golf Club, Stockelsdorf - Curau, 18+6 holes - Dithmarschen Golf Club, Warwerort - Eckenförde Golf Club Altenhof, Altenhof - Escheburg Golfclub, Escheburg - Gut Grambek Golf Club, Grambek - Grossensee Golf Club, Grossensee - Gut Kaden Golf und Land Club, Alveslohe - Hamburg-Holm Golfclub, Holm Jutland, 27 holes - Gut Haseldorf Golfclub, Haselau - Havighorst Kieler Golfclub, Honigsee - Havighorst - Hohwachter Bucht Golf & Country Club, Hohwacht, 27 holes - Hoisdorf Golf Club, Lütjensee | - Kiel Golf Club Kitzeberg, Heikendorf - Kitzeberg - Lohersand Golf Club, Sorgbrück - Lutzhorn Golf Club, Lutzhorn - Lübeck- Travemünder Golf Klub, Lübeck - Travemünde, 36 holes - Maritim Golfclub Ostsee, Warnsdorf, 27 holes - Ostseeheilbad Grömitz Golf Club, Grömitz - Am Sachsenwald Golf Club, Dassendorf - Timmendorfer Strand Golfanlage, Timmendorfer Strand, 36 holes - Gut Uhlenhorst Golf & Landclub, Dänischenhagen, 27 holes - Gut Waldhof Golf Club, Kisdorferwohld - Gut Waldshagen Golf Club, Bösdorf - Gut Wensin Golfclub Segeberg, Wensin - Wentorf- Reinbekeer Golf Club, Wentorf - Hamburg - Öffentlicher Golf- Platz Sülfeld, Sülfeld, 27 holes Minder dan 18 holes - Bad Bramstedt Golfclub, Bad Bramstedt - Krogaspe Golfclub, Krogaspe - Thürk Golfclub, Thürk |

## Taunus
| 18 holes of meer - Hausen vor der Sonne Golf Club, Hofheim am Taunus - Henriettenthal Golfclub Idstein- Wörsdorf, Idstein - Wörsdorf - Homburger Golfclub 1899, Bad Homburg - Idstein Golfpark, Idstein - Wörsdorf - Jakobsberg Hotel & Golfclub, Boppard - Rhens - Kronberg Golf- und Land- Club, Kronberg im Taunus - Main- Taunus Golf Club, Wiesbaden - Delkenheim | - Nahetal Golfclub, Bad Münster am Stein - Rhein Main Golf Club, Wiesbaden - Schloss Braunfels Golf Club, Braunfels - Taunus Weilrod Golfclub, Weilrod - Winnerod Golf Park, Reiskirchen Minder dan 18 holes - Wiesbadener Golf Club, Wiesbaden |

## Teutoburgerwoud
| 18 holes of meer - Gut Arenshorst Golfclub, Bohmte - Artland Golfclub, Ankum - Driburger Golf Club, Bad Driburg - Gütersloh Westfälischer Golf Club, Rietberg - Varensell - Hamelner Golfclub, Aerzen, 36 holes - Lipperland Golf Club, Lage - Lippischer Golfclub, Blomberg - Cappel - Lippspringe Golfclub, Bad Lippspringe - Marienfeld Golfclub, Marienfeld - Osnabrücker Golf Club, Bissendorf - Jeggen - Paderborner Land Golf Club, Salzkotten - Thüle | - Schulten- Hof Peckeloh Golf Club, Versmold - Senne Golfclub Gut Welshof, Schloss Holte, Stukenbrock - Teutoburger Wald Halle/ Westfalen Golfclub, Halle, Westfalen - Uhlenberg Reken Golfclub, Reken Minder dan 18 holes - Bielefelder Golfclub, Bielefeld - Exter Golfclub, Herford - Heidewald Vohren Golfpark, Warendorf - Herford Golf Club, Vlotho - Exter - Universitäts Golfclub Paderborn, Paderborn - Warendorfer Golfclub An der Ems, Warendorf |

## Weserbergland
| 18 holes of meer - Gut Brettberg Lohne Golfclub, Lohne - Am Deister in Bad Münder Golf Club, Bad Münder - Georghausen Golfclub, Lindlar - Hommerich - Oldenburger Land Golfclub, Hatten - Dingstede - Bad Pyrmont Golf Club, Lügde - Bad Salzuflen Golf- und Landclub, Bad Salzuflen - Schaumburg Golfclub, Obernkirchen | - Schmallenberg Golfclub, Schmallenberg - Siegen- Olpe Golf Club, Wenden- Ottfingen - Siegerland Golfclub, Kreuztal - Weserbergland Golf Club, Polle - Widukind- Land Golf Club, Löhne Minder dan 18 holes - Am Harrl Golfclub, Bad Eilsen - Sellinghausen Golfclub, Schmallenberg |

## Westerwald
| 18 holes of meer - Bonn Godesberg in Wachtberg Golf Club, Wachtberg - Niederbachem - Bonn Internationaler Golf Club, Sankt Augustin - Dillenburg Golfclub, Dillenburg - Heckenhof Golf- und Country Club an der Sieg, Eitorf, 27 holes - Neustadt a.d. Weinstraße Golf- Club Pfalz, Neustadt - Geinsheim | - Rhein- Sieg Golf Club, Hennef - Waldbrunnen im Siebengebirge Golfclub, Windhagen - Rederscheid - Westerwald Golf Club, Dreifelden - Wiesensee Golf Club, Westerburg - Westerwald Minder dan 18 holes - Nümbrecht Golfanlage, Nümbrecht |

## Zwabische Jura
| 18 holes of meer - Bodensee GC Owingen-Überlingen, Hofgut Lugenhof, Owingen - Bodensee Golfclub Steisslingen, Steisslingen - Wiechs - Haghof Golf- und Landclub, Alfdorf - Haghof - Hammetweil Golf Club, Neckartenzlingen - Hechingen- Hohenzollern Golf Club, Hechingen - Hetzenhof Golf Club, Lorch - Hochstatt Härtsfeld-Ries Golf Club, Neresheim - Hohenstaufen Golf Club, Donzdorf - Konstanz Golf Club, Allensbach - Langenrain - Langenstein Country Club, Orsingen - Nenzingen - Marhördt Golf Club, Oberrot - Ravensburg Golfclub, Ravensburg | - Reischenhof Golfclub, Wain, 36 holes - Reutlingen Sonnenbühl Golf Club, Sonnenbühl - Undingen - Saulgau Golf Club, Bad Saulgau - Sigmaringen Zollern- Alb Golf Club, Inzigkofen - Ulm Golfclub, Illerrieden - Überkingen Golf Club, Bad Überkingen - Oberböhringen Minder dan 18 holes - Deggenhausertal Golfclub Rochushof - Göppingen Golfclub, Göppingen - Neu-Ulm TGC, Neu-Ulm - Oberrot- Frankenberg Golf & Country Club, Oberrot - Frankenberg - Teck Golfclub, Ohmden |

## Zwarte Woud(Baden-Württemberg)
| 18 holes of meer - Baden Hills Golf und Curling Club, Rheinmünster - Baden-Baden Golf Club, Baden-Baden - Breisgau Golfclub, Herbolzheim - Tutschfelden, 27 holes - Domäne Niederreutin Golfclub, Bondorf, 27 holes - Drei-Thermen Golfresort, Kapellenberg & Quellenhof, Bad Bellingen, 36 holes - Freiburger Golfclub, Kirchzarten - Freudenstadt Golf Club, Freudenstadt - Gröbernhof Golfclub, Zell am Harmersbach - Gut Scheibenhardt Golfclub, Karlsruhe - Johannesthal Golfclub, Königsbach - Stein - Kandern Golf Club Markgräflerland, Kandern - Königsfeld Golf & Country Club, Königsfeld - Martinsweiler - Liebenzell Golfclub, Liebenzell - Monakam - Obere Alp Golfclub, Stühlingen | - Ortenau Golf Club, Lahr - Reichenbach - Rhein Golf Club Badenweiller Golf du Rhin, Chalampé - Rheinblick Golfclub, Nack - Lottstetten - Soufflenheim Baden-Baden S.A. Golf International, Soufflenheim - Tuniberg Golfclub, Freiburg - Munzingen - Urloffen Golfclub, Appenweier - Weitenburg Golf Club, Starzach - Sulzau Minder dan 18 holes - Alpirsbach Golfclub, Alpirsbach - Gutach Golfclub Gütermann, Gutach - Herrenalb- Bernbach Golf Club, Bad Herrenalb - Hochschwarzwald Golfclub, Titisee-Neustadt - Schönau Golf Club, Schönau - Wiesental Golfclub e.V (vh Schopfheim Regio Golfclub), Schopfheim |